# Sant Feliu de Ropidera
Sant Feliu de Ropidera, o de les Cases, era l'església parroquial del poble i terme de Ropidera, a la comuna de Rodès, de la comarca del Conflent, a la Catalunya del Nord.
Les seves restes són dalt de la carena delimitada pels còrrecs de les Cases i dels Cortals, entre la Cogulera, que queda al sud-oest, i la Roca Sabardana, que és a l'est. També és davant, al nord i a l'altre costat de la Tet, de Sant Pere de Bell-lloc.
L'església és documentada des del 1204, i a principis del segle xiv fou fortificada, per la qual cosa possiblement assumí la funció de castell de Ropidera, sobretot tenint en compte que Ropidera formava part de la frontera de comtats sovint en conflicte (a la zona hi ha d'altres esglésies fortificades). Tanmateix, el 1570 ja consta que el capellà no tenia necessitat de viure-hi, i així podia estar més pel benefici que tenia a Vinçà.
Es tracta d'una església romànica d'una sola nau capçada a llevant per un absis semicircular. Només l'absis conserva la coberta, damunt de la qual hi ha les restes de la fortificació; la volta de la nau va caure al llarg de la segona meitat del segle xx. El mur meridional és també en part caigut, sobretot a l'entorn del lloc on hi havia el portal. Prop de l'absis, al mur septentrional, hi ha també una porta petita, que comunicava l'església amb el cementiri annex.